# Дом Половцова
Дом По́ловцова — особняк историка и мецената Александра Половцова в Санкт-Петербурге на Большой Морской улице, 52. Особняк был построен в 1857 году на основе дома князя Сергея Гагарина, возведённого в 1836-м архитектором Александром Пелем. Неоднократно расширялся и перестраивался, отличается высокой художественной ценностью отделки и внутреннего убранства. Над интерьерами особняка Половцова в разные годы работали Николай Брюллов, Максимилиан Месмахер.
После революции здание национализировали, с 1934 года в нём располагается Санкт-Петербургское отделение Союза архитекторов России.

## История

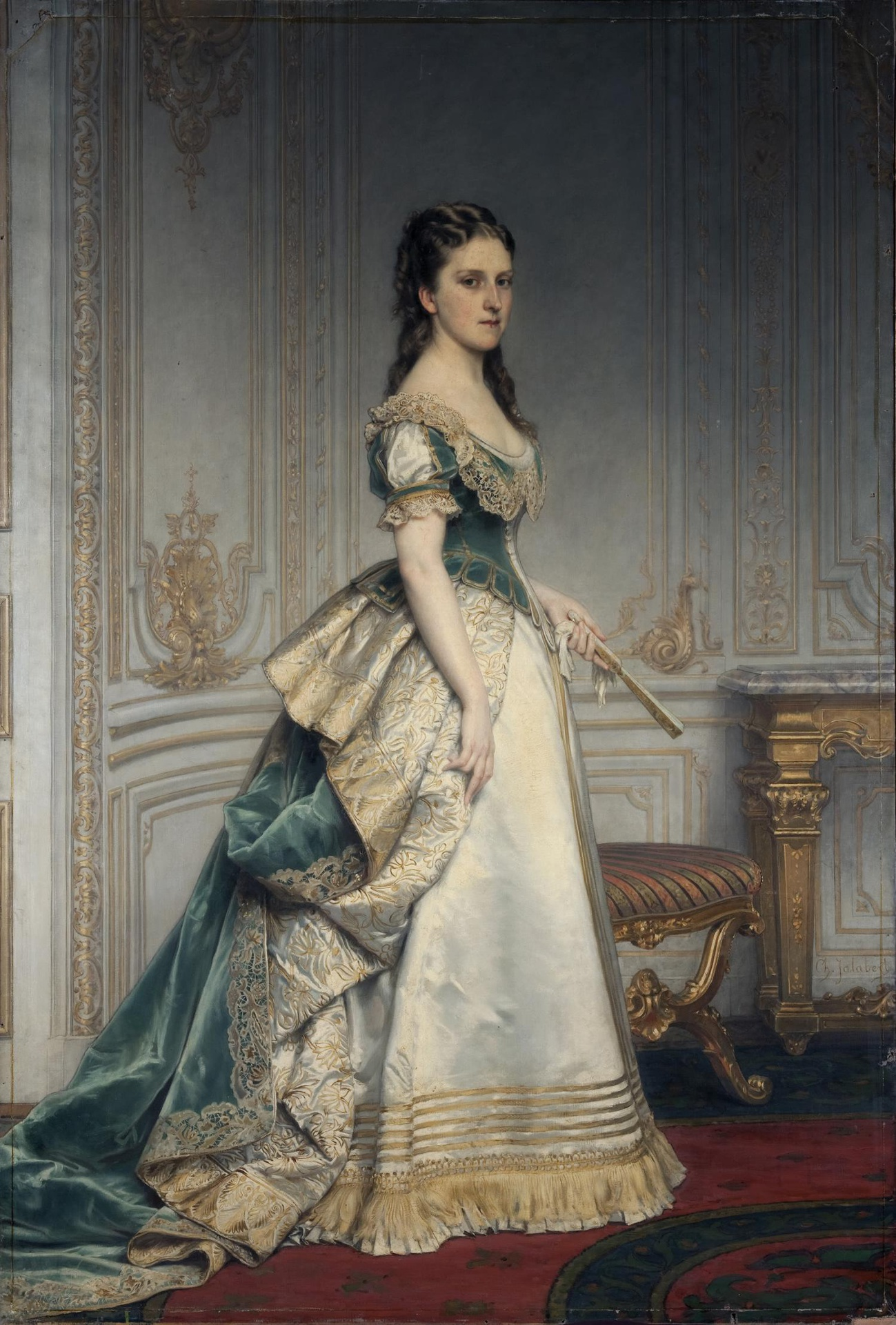
Портрет Надежды Михайловны Половцовой кисти Шарля Жалабера

### Первые владельцы
Первые сведения об участке дома № 52 относятся к 1762 году — по купчей от 23 декабря французский купец Еган Даниэль Винтер приобрёл его у поручика Марка Васильева. В 1777 году новым владельцем земли стал действительный тайный советник Иван Семёнович Головкин, уже два года спустя участок перешёл к провиантмейстеру Николаю Максимилиановичу Походяшину, а в 1785-м его выкупил генерал-майор Василий Иванович Левашов. При нём был возведён усадебный комплекс, причём главный особняк был выше всех остальных строений на улице. Поскольку владелец часто отсутствовал, имением распоряжалась императрица Екатерина II, которая позволяла жить в нём некоторым иностранным гостям. Известно, что в 1787 году в доме Левашова три месяца жил Франсиско Миранда, в 1793-м — граф д’Артуа, а весной 1794-го — Екатерина Романовна Дашкова.
С начала XIX века участок сменил многих владельцев. В 1806 году, спустя два года после кончины Левашова, имение продали, а все вырученные средства разделили между его шестью внебрачными детьми. В 1809-м усадьбу передали Екатерине Александровне Пашковой, которая в 1816-м продала её генерал-адъютанту Павлу Андреевичу Шувалову. Через четыре года имение выкупила супруга статского советника Марья Донаурова, а в 1829-м — Надежда Сергеевна Толстая.
В 1835 году участок выкупил князь Сергей Гагарин, в 1836-м тогда ещё начинающий архитектор Александр Пель, недавно окончивший Академию Художеств, построил для него новый особняк по Большой Морской улице. Фасады здания были оформлены в стиле позднего классицизма. У особняка был повышен второй этаж, корпус со стороны Мойки надстроили третьим этажом, а первый — отделан рустом и замковым камнем. Парадный вход был перенесён на Большую Морскую улицу, над главной дверью Пель разместил оригинальный полуциркульный эркер. В 1844—1845 годах над интерьерами работал архитектор Р. И. Кузьмин, а в 1858-м Ф. И. Эппингер перестроил выходящий на Мойку корпус. Тогда был добавлен четвёртый этаж и переоформлены фасады.

### Половцовы

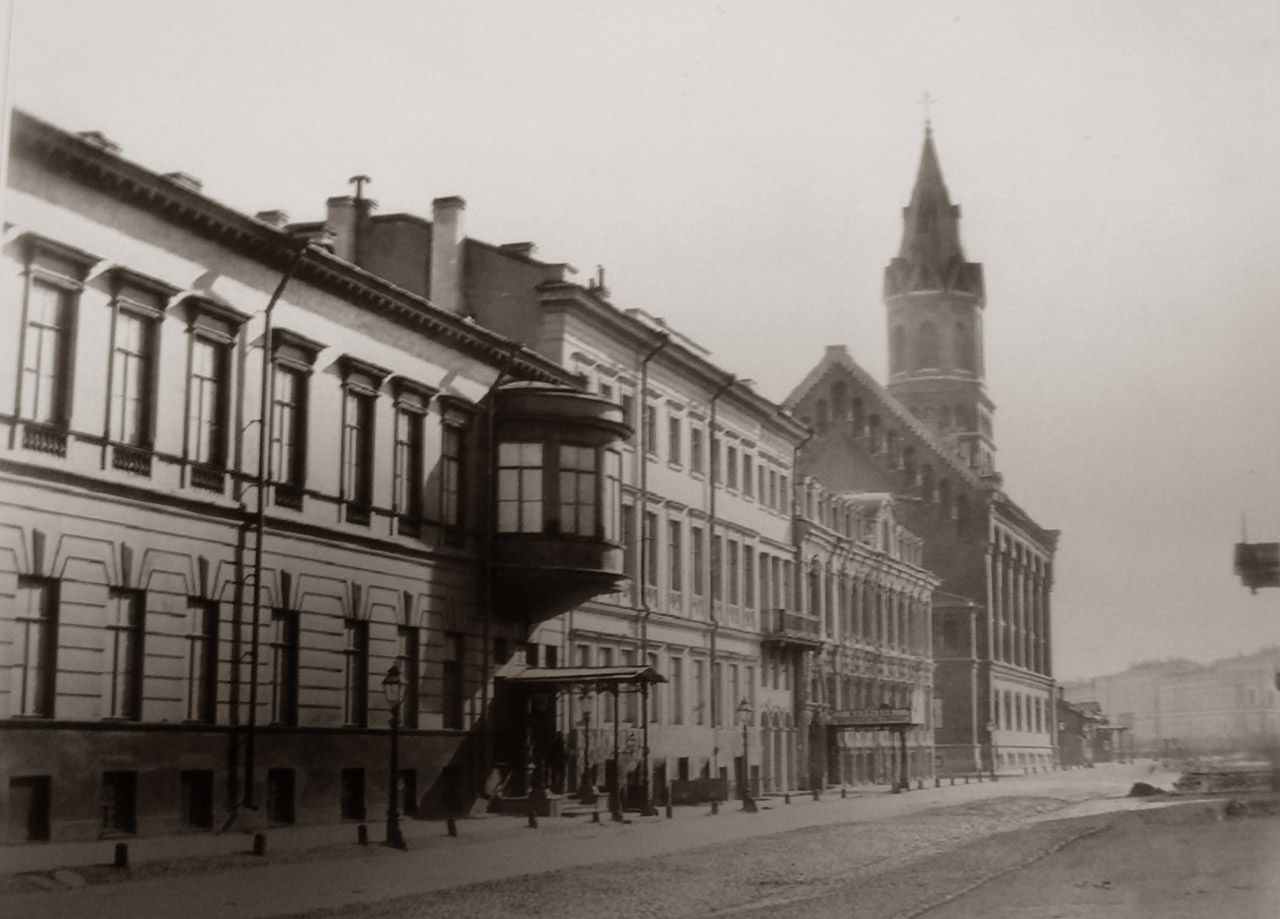
Дом Половцова в 1860-х

В 1864 году у сына князя Гагарина особняк выкупил барон Александр Штиглиц для своей приёмной дочери Надежды Михайловны, в замужестве Половцовой. Супруг Надежды Александр Александрович был ценителем искусства, меценатом, внёс значительный вклад в учреждении и развитии Музея Штиглица. Желая разместить в доме свою значительную коллекцию картин и скульптур, он решил перестроить дом Гагарина, для чего в 1857-м пригласил архитектора Э. А Шмидта. По проекту Шмидта фасады были переоформлены в неоренессансном стиле и облицованы розовым тивдийским мрамором.

#### Интерьеры

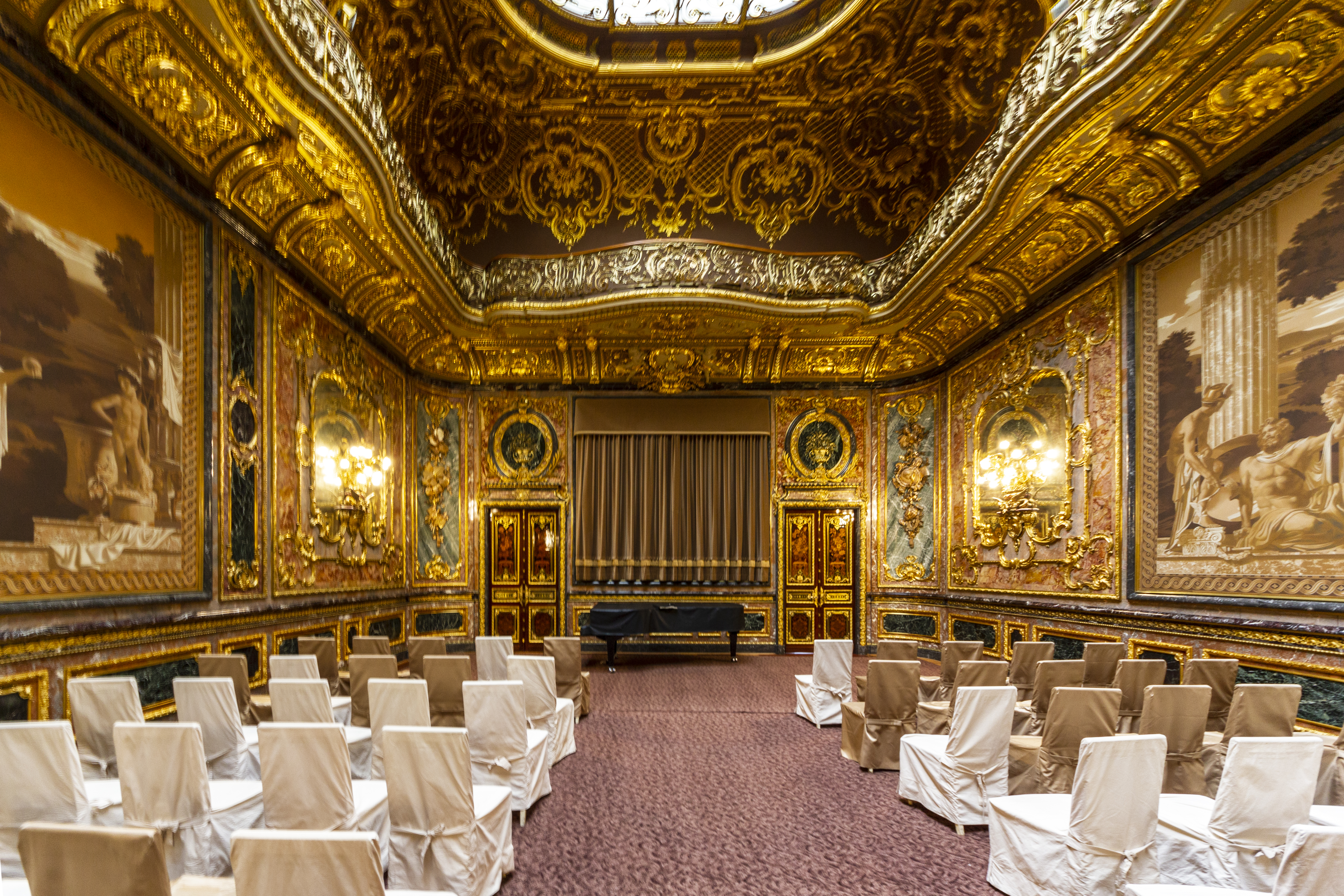
Бронзовый зал, 2018

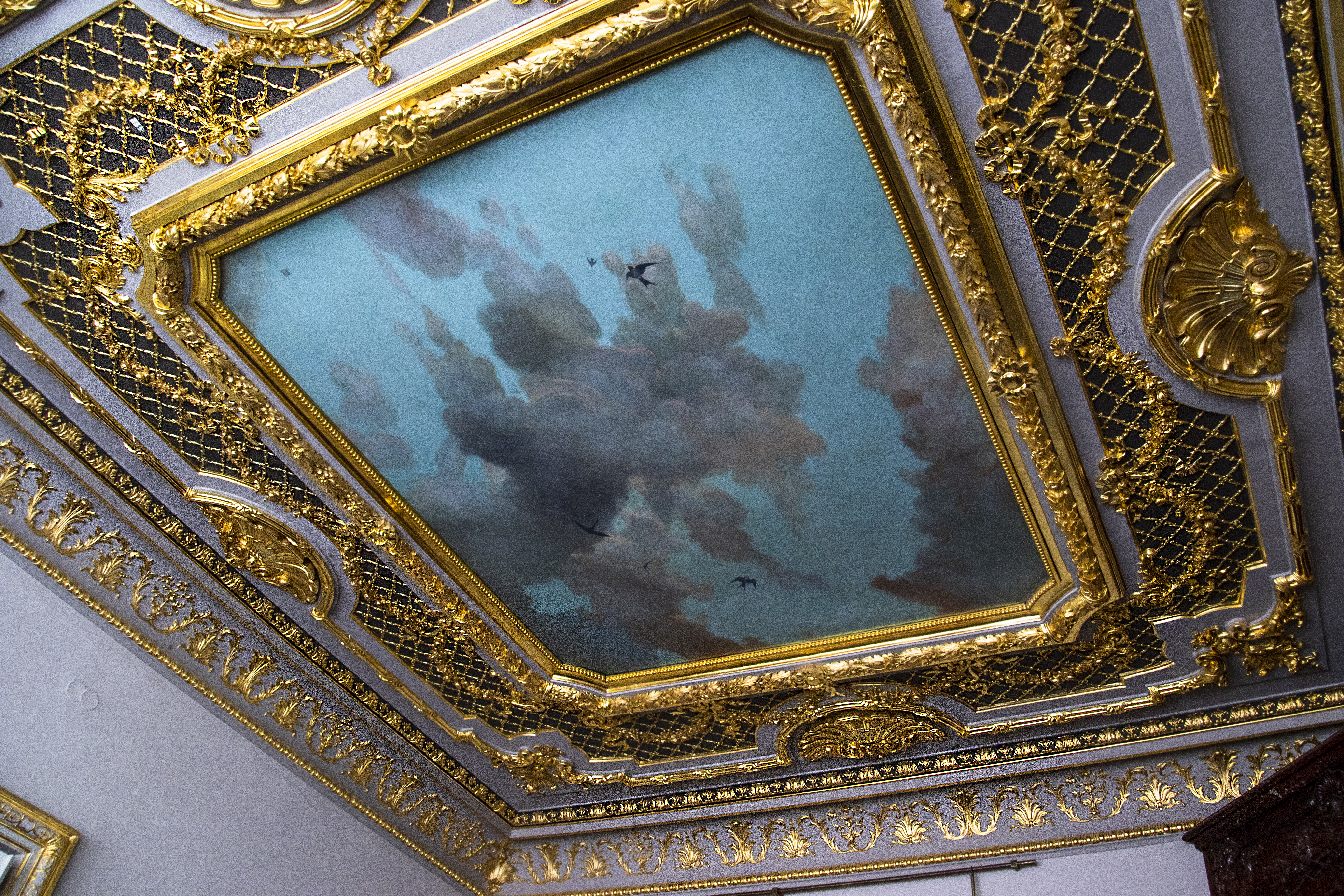
Роспись плафона будуара — стрижи в голубом небе, 2018

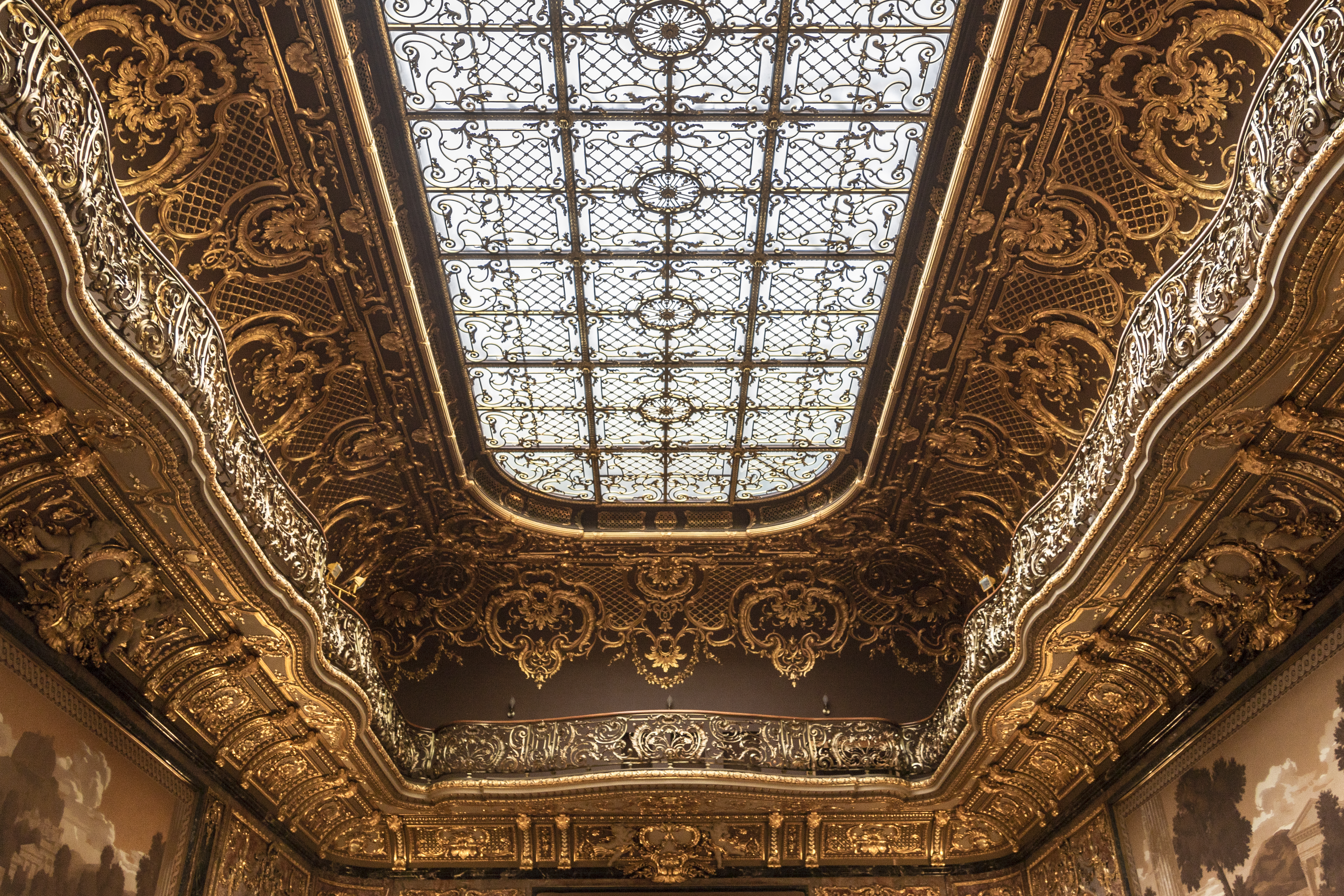
Потолок Бронзового зала, 2018

Переоформить внутреннее убранство Половцов поручил архитектору Николаю Брюллову. Основные работы прошли в 1870—1875 годах. Брюлло занимался не только декором, он полностью модернизировал канализацию, водопровод и отопительную систему. Летом 1874-го в особняке провели водяное отопление Сан-Галли. Поскольку владелец был ценителем искусства и страстным коллекционером, главным украшением интерьеров решено было сделать гобелены из его собрания. Среди них были «Китайские сцены» и «Русские игры» Бове, серии «История Товия», «Времена года», «Старые Индии».
В 1880-х основной вклад в работу над внутренним убранством особняка внёс архитектор Максимилиан Месмахер. Под его руководством были переоформлены фасады со двора и Мойки, пристроен западный двухэтажный флигель, где разместились Бронзовый зал и Малая столовая, отделана Парадная галерея, Гостевые парадные залы второго этажа были решены в стиле рококо, а вестибюль и парадная лестница оформлены в стиле Людовика XIV.
Будуар перекрывал плафон с росписью, изображавший летящих в синем небе стрижей. Стены его были затянуты гобеленами.
Большой Бронзовый зал площадью 164,8 м² был одним из наиболее примечательных парадных помещений дворца и располагался на втором этаже западного крыла главного дома. Над его интерьером в 1888—1892 годах работал Максимилиан Месмахер. Зал был перекрыт металлическим фонарём с двойным слоем солнцезащитного стекла, оформленным золочёной сеткой с рельефными листьями и розетками. С росписью потолка рифмовался узор наборного паркета, сложенного из тёмного грецкого ореха, морёного дуба, липы, красного и чёрного эбенового деревьев, амаранта, палисандра и розы. Своё название зал получил из-за значительного количества бронзы в убранстве — ей были декорированы стены и потолок, оформлены зеркала, двери, светильники, гобелены. Кроме того, в облицовке использовались свыше 11 видов мрамора. Благодаря игре отражений на бронзе и зеркалах, архитектору удалось наполнить светом зал, не имеющий окон. По углам зала расположились бронзовые панно: «Музыка» с нотным альбомом, валторной, скрипкой, свирелью и маской, «Скульптура» с инструментами ваятеля и мужским профилем в центре, который является автопортретом Месмахера. Панно «Архитектура» с треугольником, транспортиром, отвесом, карандашами и кистями также включает план музея Штиглица. Одним из главных украшений зала стали четыре гобелена «Любовь Богов», сотканных в XVIII веке по эскизам Франсуа Буше на мануфактуре в Бове.
Также на втором этаже располагалась длинная узкая Портретная галерея, стены которой были полностью закрыты резными ореховыми панелями. В нишах размещались шесть семейных портретов Половцовых кисти французского живописца К. Дюрана.
Белый (Бальный) зал был оформлен эклектично — плафон потолка был исполнен в барочном стиле, а мелкие элементы — в рококо. Стены зала визуально делились нишами и пилястрами, в падугах были изображены играющие на музыкальных инструментах амурчики-путти. Интерьер этого зала также создал Месмахер, по его эскизам был выложен эффектный наборный паркет.
Бальный зал через арку соединялся с Большой Библиотекой (Дубовым залом). Над ней работы шли дольше всего, окончившись только в начале 1876 года. Резные дубовые панели для неё были заказаны во флорентийской мастерской и привезены в Россию в 1873-м. Установкой руководил художник Владимир Сверчков. Для зала из Италии также привезли камин XVI века, выполненный из разных пород мрамора. Над фронтоном камина находилась скульптурная композиция из двух женских фигур — Науки и Искусства. При Половцове в Дубовом зале проходили собрания Русского исторического общества.
Малая столовая первого этажа включало два зала — собственно столовую и буфетную. Буфет был отделан дубовыми панелями, обтянутыми тиснёной кордуанской кожей. Чтобы не навредить отделке, хозяева запрещали курить в столовой, для курения было отдельное помещение — фюмуар.
Александр Половцов был радушным хозяином и в доме на Большой Морской часто проходили балы и светские приёмы. В мемуарах Половцова упоминается: «приём был небольшой, человек на 300, из них к ужину остались всего 150». Под Рождество и на Новый год устраивали праздничные ёлки для детей.

### Начало XX века
В 1909 Александр Половцов скончался, особняк унаследовала старшая дочь Половцевых Анна, в замужестве Оболенская. Распоряжаться имуществом она доверила своему брату Александру. Финансовые положение наследников оказалось непростым — чтобы убыточный Богословский горный округ стал прибыльным, требовались значительные инвестиции, а на уход и поддержание особняка также необходимы были значительные средства. Имение решено было продать, но предварительно на серии аукционов в Париже и Петербурге были распроданы коллекция книг и гобеленов, фарфор, скульптуры, бронза, ренессансная мебель. В 1915-м дом на Большой Морской был продан Л. П. Мошкевичу за полмиллиона рублей. В 1916-м у Мошкевича выкупил особняк (по некоторым источникам — снимал в нём квартиру) сахарозаводчик и фабрикант К. И. Ярошинский, гостями которого бывали Сергей Есенин и Николай Клюев.

## После революции
В 1930 году в бывшем особняке Половцова была открыта школа профдвижения, которая была вскоре переименована в Высшую профессиональную школу культуры. Через четыре года особняк передали отделению Союза архитекторов России, с этого момента он стал называться Домом Архитектора. Благодаря такому назначению в значительной степени сохранились оригинальные интерьеры здания, а перепланировка внутренних помещений была минимальной.
Во время Второй мировой войны сильно пострадал Дубовый зал. В послевоенные годы Бронзовый зал переделали в Концертный, в южной части установили эстраду, а в Большой библиотеке (Дубовом зале) устроили аппаратную.
В 1970 году особняк получил статус памятника архитектуры, а в 1995-м был включён в реестр объектов культурного наследия.

## XXI век
В 2011 на трёх стенах Бронзового зала были развешаны гобелены, выполненные выпускниками Российской академии художеств. Полотна «Дионис и Грации», «Аполлон и музы» и «Афродита и Арес» созданы в неоклассическом стиле по мотивам античных мифов.
В 2010-х в особняке прошла серия реставрационных работ. В 2012—2013 годах были отреставрированы дворовые фасады и укреплён фундамент, в 2014-м — восстановлены кровля, Парадная лестница и Дубовая гостиная, прошёл первый этап реставрации Белого и Бронзового залов. К 2016-му были окончены работы во всей Парадной анфиладе, а в 2017-м был разработан проект документации по реконструкции отделки кабинета и залов женской половины особняка.
23 мая 2018 года в особняке произошёл пожар, который уничтожил кожаные испанские панно. Пострадали также Дубовая гостиная, Каминный холл и Парадная лестница, ущерб был оценён в более чем 106 млн рублей.